# 死の実況中継
『死の実況中継』（しのじっきょうちゅうけい）は、2014年4月19日に公開された日本のホラー映画。監督は仁同正明、主演は能條愛未（乃木坂46）。

## ストーリー
高校時代、いじめを受けていた中塚歩（能條愛未）をかばった三原依子は新たないじめのターゲットにされる。それ以来、中塚歩と三原依子は依存関係になるが、大学受験にて中塚歩のみ合格し、三原依子は落ちてしまう。女子大生となった中塚歩の所属する映画サークルでは、見知らぬアドレスから送られてきたURLにアクセスすると、赤い服の女が殺害しに来るという都市伝説（死の実況中継）を題材としたホラー映画の企画が持ち上がっていた。大学で新たな友人ができた中塚歩は、三原依子と疎遠になるが、二人はある日、知らないアドレスから送られてきたURLを開いてしまい、赤い服の女が二人を追いかけてくるようになる。

## キャスト
- 中塚歩 - 能條愛未[6]（乃木坂46）
- 三原依子 - 河内美里[6]
- 船岡咲[6]
- 南羽翔平[6]
- 新井裕介[6]
- 江藤聖矢[6]

## スタッフ
- 監督 - 仁同正明[6]
- 脚本 - 杉山嘉一[6]
- エグゼクティブプロデューサー - 藤岡修、酒匂暢彦、大橋孝史[6]
- プロデューサー - 高口聖世巨、岡良亮、金子誠二郎[6]
- 撮影 - 伊集守忠[6]
- 音楽 - 岩木伸夫[6]
- 録音 - 小牧将人[6]
- 照明 - 伊集守忠[6]
- 編集 - 廣田正興[6]
- ヘアメイク - 仙波愛美[6]
- 助監督 - 山田祐輔[6]
- 主題歌 - 小南泰葉「3355411」[7]